# Эспиноса Флорес, Рафаэль Эмилио
Рафаэль Эмилио Эспиноса Флорес (род. 1965) — мексиканский шахматист, международный мастер (1989).
В составе сборной Мексики участник 10-и Олимпиад (1986—1994, 2000—2008).